# チャガシラヒメドリ

チャガシラヒメドリ（茶頭姫鳥、学名：Spizella passerina）は、スズメ目ホオジロ科に分類される鳥類の一種。